# John De Hart

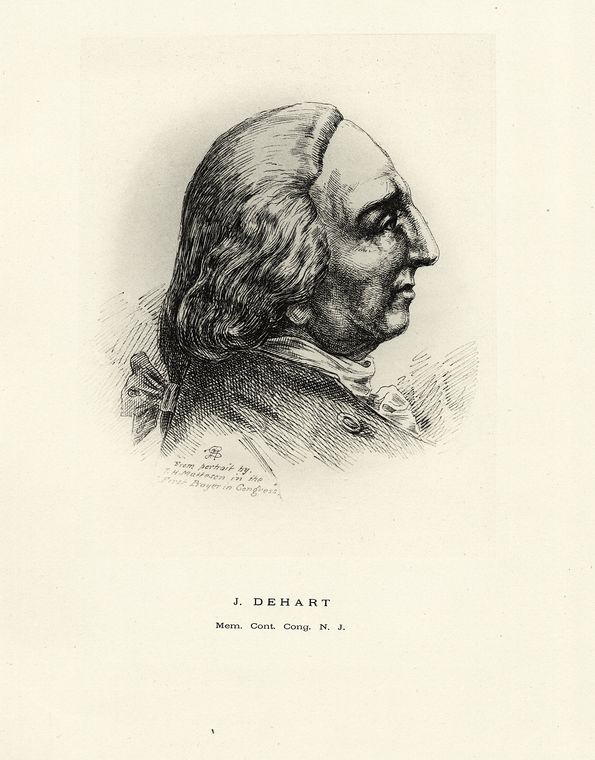
John De Hart

John De Hart (* 25. Juli 1727 in Elizabethtown, Provinz New Jersey; † 1. Juni 1795 ebenda) war ein US-amerikanischer Jurist und Politiker. In den Jahren 1774 und 1775 war er Delegierter für New Jersey im Kontinentalkongress.

## Werdegang
Über die Jugend und Schulausbildung von John De Hart ist nichts überliefert. Auch über sein Leben vor 1770 ist nicht viel bekannt. Nach einem Jurastudium und seiner 1770 erfolgten Zulassung als Rechtsanwalt begann er in diesem Beruf zu arbeiten. In den 1770er Jahren unterstützte er einige Forderungen der amerikanischen Kolonisten gegen die britische Krone, war aber gegen eine Abspaltung. Im Jahr 1774  gehörte er zu den Unterzeichnern der Articles of Association. Dann war er bis 1775 Mitglied im Kontinentalkongress. Dieses Mandat legte er nieder, nachdem allmählich klar wurde, dass der Trend auf eine amerikanische Unabhängigkeit von Großbritannien hinauslief. Trotzdem arbeitete De Hart aber weiter an der politischen Gestaltung seines Staates mit. Im Jahr 1776 gehörte er zu den Verfassern der Staatsverfassung von New Jersey. Zwischen Juni 1776 und Februar 1777 war er als Chief Justice Vorsitzender des New Jersey Supreme Court. Von 1789 bis zu seinem Tod war er Bürgermeister von Elizabethtown. Er starb am 1. Juni 1795.